# Five Leaves Left
Az 1969-es Five Leaves Left Nick Drake brit folkzenész nagylemeze. A Bryter Layter-hez hasonlóan, ez az album sem teljesen szólódalokat tartalmaz. Drake-et a Fairport Convention és a Pentangle brit folk-rockegyüttesek kísérték. Az album szerepel az 1001 lemez, amit hallanod kell, mielőtt meghalsz című könyvben.

## Az album dalai
| 1. | Time Has Told Me | Nick Drake | 4:27 |
| 2. | River Man        | Nick Drake | 4:21 |
| 3. | Three Hours      | Nick Drake | 6:16 |
| 4. | Way to Blue      | Nick Drake | 3:11 |
| 5. | Day is Done      | Nick Drake | 2:29 |

| 1. | Cello Song                | Nick Drake | 4:49 |
| 2. | The Thoughts of Mary Jane | Nick Drake | 3:22 |
| 3. | Man in a Shed             | Nick Drake | 3:55 |
| 4. | Fruit Tree                | Nick Drake | 4:50 |
| 5. | Saturday Sun              | Nick Drake | 4:03 |

## Kiadások
| Ország             | Dátum               | Kiadó  | Formátum | Katalógusszám |
| ------------------ | ------------------- | ------ | -------- | ------------- |
| Egyesült Királyság | 1969. szeptember 1. | Island | LP       | ILPS 9105     |
| Egyesült Királyság | 1987. március       | Island | CD       | CID 9195      |
| Egyesült Királyság | 2000. június 26.    | Island | CD       | IMCD 8        |

## Közreműködők
- Time Has Told Me
Nick Drake – ének, akusztikus gitár
Paul Harris – zongora
Richard Thompson – elektromos gitár
Danny Thompson – nagybőgő
- River Man
Nick Drake – ének, akusztikus gitár
Harry Robinson – vonósok hangszerelése
- Three Hours
Nick Drake – ének, akusztikus gitár
Danny Thompson – nagybőgő
Rocki Dzidzornu – kongák
- Way to Blue
Nick Drake – ének
Robert Kirby – vonósok hangszerelése
- Day is Done
Nick Drake – ének, akusztikus gitár
Robert Kirby – vonósok hangszerelése
- Cello Song
Nick Drake – ének, akusztikus gitár
Clare Lowther – cselló
Danny Thompson – nagybőgő
Rocki Dzidzornu – kongák
- The Thoughts of Mary Jane
Nick Drake – ének, akusztikus gitár
Robert Kirby – hangszerelés
- Man in a Shed
Nick Drake – ének, akusztikus gitár
Paul Harris – zongora
Danny Thompson – nagybőgő
- Fruit Tree
Nick Drake – ének, akusztikus gitár
Robert Kirby – hangszerelés
- Saturday Sun
Nick Drake – zongora
Danny Thompson – nagybőgő
Tristram Fry – dobok, vibrafon